# Долње Младоњице
Долње Младоњице (слч. Dolné Mladonice) насељено је мјесто са административним статусом сеоске општине (слч. obec) у округу Крупина, у Банскобистричком крају, Словачка Република.

## Становништво
| Година:    | 1994. | 2004.    | 2014.    | 2024.   |
| ---------- | ----- | -------- | -------- | ------- |
| Број људи: | 168   | 142      | 126      | 127     |
| Разлика:   |       | -15,47 % | -11,26 % | +0,79 % |

| Година:    | 2023. | 2024.   |
| ---------- | ----- | ------- |
| Број људи: | 132   | 127     |
| Разлика:   |       | -3,78 % |

Према подацима о броју становника из 2024. године насеље је имало 127 становника.